# نواب اربعه
نواب اربعه که در اعتقادات شیعیان امامی چهار نائب خاص محمد بن الحسن عسکری، در دوران غیبت صغرا گفته می‌شود که وظیفه ارسال نامه‌های مؤمنین و وجوهات خمس و زکات آنها را به امام غایب برعهده داشتند.
سفرا یا نایب خاص در اعتقاد شیعه دوازده امامی در دوران غیبت صغری (۸۷۴–۹۴۰م) (۲۶۰–۳۲۹ق) شیعیان از طریق آنها با مهدی در تماس بوده و و مسائل خود را طرح می‌کردند و وجوهات شرعی (خمس و زکات) پرداخت می‌کردند.
آنطور که در برخی از کتب شیعه ذکر شده است لفظ «نایب» غیر از لفظ «وکیل» است و به معنای جانشینی مطلق و تنها واسطه مستقیم میان مردم و حجت بن الحسن است. و این تفاوت به عصر حضور یا عصر غیبت بر می گردد. چنان‌که قطب الدین راوندی فیلسوف، مورخ و متفکر شیعه برای عثمان بن سعید در عصر حسن بن علی عسکری لفظ «وکیل» و در دوره امامت حجت بن الحسن لفظ «نایب» را به کار می‌برد.

## از نظر تاریخی
در باور شیعه نواب خاص شیعه و پیرو امامت بوده‌اند. کلینی اشارات مبهمی به نامه‌هایی از امام زمان می‌کند که به دست شیعیان می‌رسیده‌است.
در کتاب التنبیه ابوسهل نوبختی که بین سال‌های ۹۰۳ تا ۹۱۳ نوشته شده‌است، به بحرانی در میان شیعیان اشاره می‌کند. ابوسهل می‌نویسد که بیشتر یاران نزدیک حسن عسکری تا بیست سال بعد از مرگ او درگذشته‌اند. آنها کسانی بودند که با امام غایب شیعه در ارتباط بودند و فرمان‌های او را به اطلاع شیعیان می‌رساندند. در این زمان آنها می‌توانستند به کمک احادیث متواتر پیامبر از طریق اهل سنت و امامان پیشین شیعه غیبت طولانی امام را ثابت نمایند.
عنوان سفیر در ابتدا در کتاب الغیبه نعمانی (۹۵۳م ۱۳ سال پس از غیبت کبری) به چشم می‌خورد. سپس ابن بابویه نام چهار نایب را در کتاب کمال‌الدین ثبت نمود.
مبسوط‌ترین گزارش‌ها دربارهٔ فعالیت سفرا در کتاب الغیبه طوسی آمده‌است. به نوشته اتان کولبرگ عمده این گزارش‌ها بر مبنای دو کتاب که اکنون در دسترس نیست می‌باشد: «کتاب فی اخبار ابی عمرو و ابی جعفر العمریین» در مورد زندگی‌نامه دو نایب اول مهدی اثر ابن برنیه کاتب و اخبار الوکاله الربعه نوشته احمد ابن علی ابن‌عباس ابن روح صیرفی. به گفتهٔ کولبرگ در دانشنامه اسلام اعتقاد به سفرا در نزد خاندان نوبختی (ابوسهل نوبختی (متوفی ۹۲۳م) و حسن ابن موسی نوبختی (متوفی ۹۲۰م)) شکل گرفت.
به نوشتهٔ ساشادینا شبکه وکلا در دوران امامان مسئول گردآوری خمس بود و عثمان بن سعید نیز یکی از وکلای حسن عسکری بود. در شرایطی که چند امام آخر تحت نظارت و مراقبت بنی عباس بودند، عملاً اداره امور ارتباط شیعه با امامان بر عهده وکلا بود. در شرایط غیبت امام وکلا سرپرستی و رهبری شیعه را در امور دینی و مالی برعهده داشتند. به نوشتهٔ ساشادینا در منابع اولیه مثل کلینی و ابن بابویه (شیخ صدوق) به وکلا به‌طور عمومی اشاره شده و ابن بابویه چندین نفر را نام برده‌است که با مهدی در ارتباط بوده و سمت وکالت را بر عهده داشته‌اند.
ساشادینا از بررسی روایات ابن بابویه نتیجه می‌گیرد که اصطلاح نیابت خاص در دوره‌های بعد برای تبیین غیبت صغری ایجاد شده‌است.

## فهرست
عثمان بن سعید (متوفی ۲۶۷ قمری - ۸۸۰ میلادی) بلافاصله پس از مرگ حسن عسکری در سال ۲۶۰ (۸۷۴ میلادی) ادعا کرد که حسن عسکری پسری خردسال به نام محمد دارد که به دلیل تهدید عباسیان به جانش مخفی است و او به نمایندگی از فرزند امام یازدهم منصوب شده‌است. وی بین ۵ تا ۷ سال (تا ۸۷۹ میلادی یا ۸۸۱ میلادی) نایب بود.
امام دهم شیعیان، عثمان را به عنوان امین از جانب خود نصب کرد و طبق روایتی حسن عسکری دربارهٔ او گفت «عثمان بن سعید عمروی وکیل من است و پسرش محمد وکیل پسر من و مهدی شما است.» که به اعتقاد شیعه دوازده امامی، عثمان، مستقیماً توسط حسن عسکری به نیابت تعیین شد. او سازماندهی شیعیان سامرا را به عهده داشت. در زمان حسن عسکری، عثمان پول از شیعیان عراق به شیعیان سامرا (که تحت کنترل عباسیان بودند) می‌رساند. عثمان بعد از مرگ حسن عسکری مراسم خاکسپاری او را انجام داد. طبق اعتقاد شیعه دوازده امامی، حسن عسکری پیش از مرگ، فرزندش مهدی را به چهل نفر از شیعیان مورد اعتماد معرفی کرده و به آنان دستور داد در صورت غیبت مهدی از عثمان به عنوان نماینده مهدی اطاعت کنند. عثمان به شیوه دوران امامت حسن عسکری نامه‌ها و وجوهات شیعیان را دریافت می‌نمود.
محمد بن عثمان (متوفی ۳۰۵ق - ۹۲۰م) بعد از مرگ پدرش عثمان مدعی شد که نامه تسلیتی از امام غایب دریافت کرده و به نیابت امام دوازدهم شیعیان منصوب شده‌است. وی حدود چهل سال تا زمان مرگ (۳۰۵ق - ۹۲۰م) در این مسند باقی ماند. وی با ابوسهل نوبختی ارتباط داشت که در تبیین کلام دوازده امامی نقش مهمی دارد.
حسین بن روح نوبختی (فوت ۳۲۶ ق -۹۳۷ م) به سفارش محمد ابن عثمان پس از مرگ جانشین او شد. و تا ۲۰ سال (تا ۳۲۶ ق - ۹۳۷ م) در این مسند باقی ماند. وی از خانواده نوبختی بود و با ابوسهل نوبختی نسبت داشت که در تبیین کلام دوازده امامی نقش مهمی دارد. حسین بن روح علاوه بر آنکه در میان شیعیان بغداد از موقعیت اجتماعی خوبی بهره‌مند بود، در میان دستگاه خلافت عباسی به‌خصوص آل فرات نیز از نفوذ و احترام قابل ملاحظه‌ای برخوردار بود.
ابوجعفر محمد بن علی الشلمقانی (اعدام شده در سال ۳۲۲ق/ ۹۳۳م) دستیار حسین روح و مأمور او در بغداد و حسین منصور حلاج به مخالفت با نیابت حسین ابن روح پرداخته و با نفوذی که خاندان نوبختی داشتند، توسط خلافت عباسی اعدام شدند.
علی بن محمد صیمری (فوت ۳۲۹ ق - ۹۴۱ م) پس از مرگ حسین ابن روح جانشین او شد و سه سال نیابت کرد. وی شش روز قبل از مرگ نامه ای از امام غایب دریافت کرد که مرگ او را پیش‌بینی کرده و اعلام کرده بود به غیبت کبری می‌رود تا زمانی که خداوند به او اجازه بازگشت بدهد. وی حدود ۳ سال نایب بود.
از دیدگاه تاریخی تنها در زمان خاندان نوبختی بود که نواب مورد پذیرش عموم شیعه بودند و کنترل شیعیان را در دست داشتند. در زمان علی بن محمد این کنترل دوباره از بین رفت و مورد پذیرش عموم شیعه نبود. با مرگ سمری در سال ۳۲۹ دوران غیبت کبری شروع شد.
از دیدگاه شیعه نیابت او از تاریخ هجدهم شعبان ۳۲۶ هجری تا پانزدهم شعبان سال ۳۲۹ هجری بود. علی بن محمد سمری شوهر خواهر وزیر عباسیان جعفر بن محمد بود که سمت مهمی در دستگاه عباسیان داشت. پذیرش او در میان شیعیان با مشکلی روبه‌رو نشد. محمد سمری وجوهات شرعی را دریافت می‌کرد و آن را به «ناحیه مقدسه» می‌رساند.
وی در نیمه شعبان (۳۲۹ ق یا ۹۴۰ م تناثر النجوم) هم‌زمان با تولد ۷۵ سالگی امام مهدی و شروع غیبت کبری وفات یافت.